# Nicholas Latifi
Pour les articles homonymes, voir Latifi.
Nicholas Latifi, né le 29 juin 1995 à Montréal, est un pilote automobile canadien.
Il participe, en 2019, au championnat de Formule 2 avec l'écurie française DAMS. Il a occupé le poste de pilote d'essais de Force India puis de Racing Point Force India, avant d'occuper le même poste chez Williams lors de la saison 2019.
Pour la saison 2020 de Formule 1, il officie comme pilote titulaire dans l'équipe Williams, aux côtés du pilote britannique George Russell. Reconduit aux côtés de Russell la saison suivante, il marque les premiers points de sa carrière lors de son 28e départ, en se classant septième du Grand Prix de Hongrie 2021. Nicholas Latifi est reconduit pour une troisième saison dans l'équipe Williams, cette fois-ci aux côtés d'Alexander Albon. Il ne marque qu’une seule fois des points au cours de cette saison, grâce à une neuvième place acquise au Grand Prix automobile du Japon 2022.
Il est connu pour être involontairement l’un des acteurs majeurs de la perte du titre de Lewis Hamilton en 2021, lors de la dernière manche du championnat, au profit de Max Verstappen.

## Biographie
Nicholas Daniel Latifi naît le 29 juin 1995, à Montréal,. Sa famille possèdes des origines italiennes et iraniennes. Son père Michael, gérant de Sofina Foods, est la principale source de financement de sa carrière.

### Débuts en monoplace (2012)
Après avoir couru en karting entre 2009 et 2012, il fait ses débuts en monoplace cette même année. Il s'engage avec BVM dans le championnat d'Italie de Formule 3 et connaît une première moitié de saison très régulière, avec de nombreuses rentrées dans le top 10. Il obtient quatre podiums en fin de saison dont une victoire, sur le circuit de Vallelunga. Il termine 7e du championnat.

### Carrière en Formule 3 (2013-2014)
En janvier et février 2013, Nicholas Latifi part en Nouvelle-Zélande et dispute le championnat du Toyota Racing Series. Son meilleur résultat est une sixième place, il se classe neuvième au général.

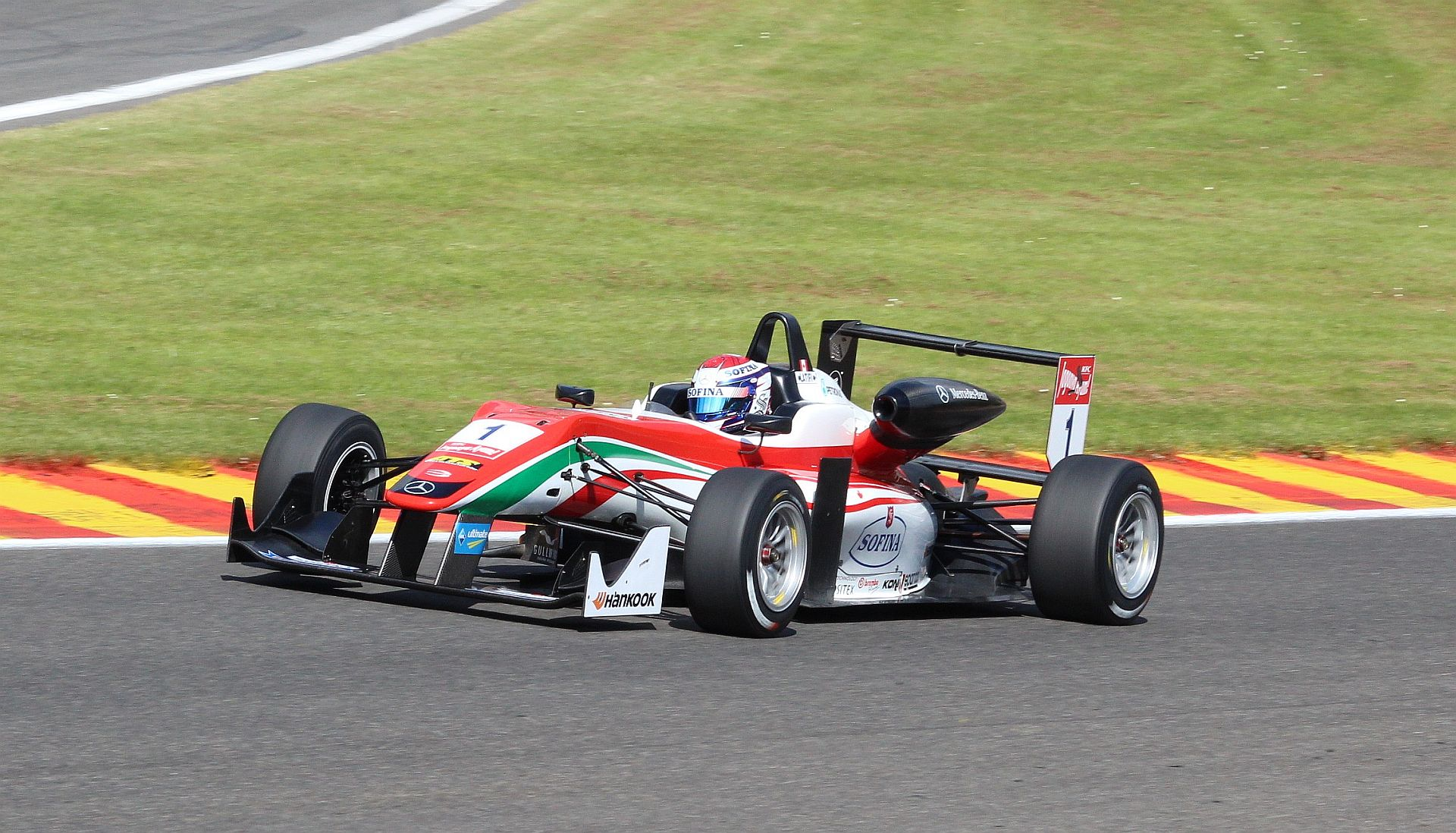
Nicholas Latifi en Formule 3 européenne en 2014.

Il retourne ensuite en Europe et prend part au championnat d'Europe de Formule 3 avec Carlin Motorsport. Il ne réalise aucun coup d'éclat et termine 15e du championnat. En parallèle, et toujours avec Carlin, il participe au championnat de Formule 3 britannique. Il obtient deux pole positions à Spa-Francorchamps, ainsi qu'une troisième place à Brands Hatch. Il finit cinquième du championnat. En juillet, il court à Zandvoort pour disputer les Masters de Formule 3, et termine septième de la course.
En 2014, il rejoint Prema Powerteam dans le championnat d'Europe de Formule 3. Il monte sur le podium lors de la deuxième course de la saison à Silverstone, et termine 10e du championnat. On le retrouve également en GP2 Series, avec Hilmer Motorsport, pour le dernier meeting de l'année à Yas Marina, où il ne marque aucun point.

### Carrière en Formule Renault 3.5 (2014-2015)
Après avoir disputé les six dernières courses de la saison de Formule Renault 3.5 avec Tech 1 Racing en 2014, avec comme meilleur résultat une 2e place à Jerez, Nicholas Latifi s'engage dans la discipline dès le début de l'année 2015. Avec Arden Motorsport, il termine 11e du championnat sans jamais atteindre le podium et inscrit presque trois fois moins de points que son équipier Egor Orudzhev. Tout comme en 2014, il dispute quelques course de Porsche Carrera Cup en Grande-Bretagne, où il obtient un podium. Il fait une nouvelle apparition en GP2 Series chez MP Motorsport, sans marquer de point en sept courses.

### GP2 Series puis Formule 2, et premiers pas en Formule 1 (2016-2019)
Alors qu'il devient pilote d'essais pour Renault F1 Team en 2016, il signe chez DAMS en GP2 Series et prend part à l'intégralité de la saison 2016. Sa saison commence avec succès avec une 2e place à Barcelone le samedi puis une 7e place le dimanche. Il marque donc 20 points en un week-end, mais n'en inscrit que 23 sur la totalité de la saison, passant la majeure partie de l'année dans le ventre mou du peloton. Il termine dixième sur le Red Bull Ring et neuvième à Yas Marina, et est totalement dominé par son équipier Alex Lynn qui remporte trois courses. Lynn termine sixième du championnat avec 124 points et Latifi termine seizième avec 23 points.

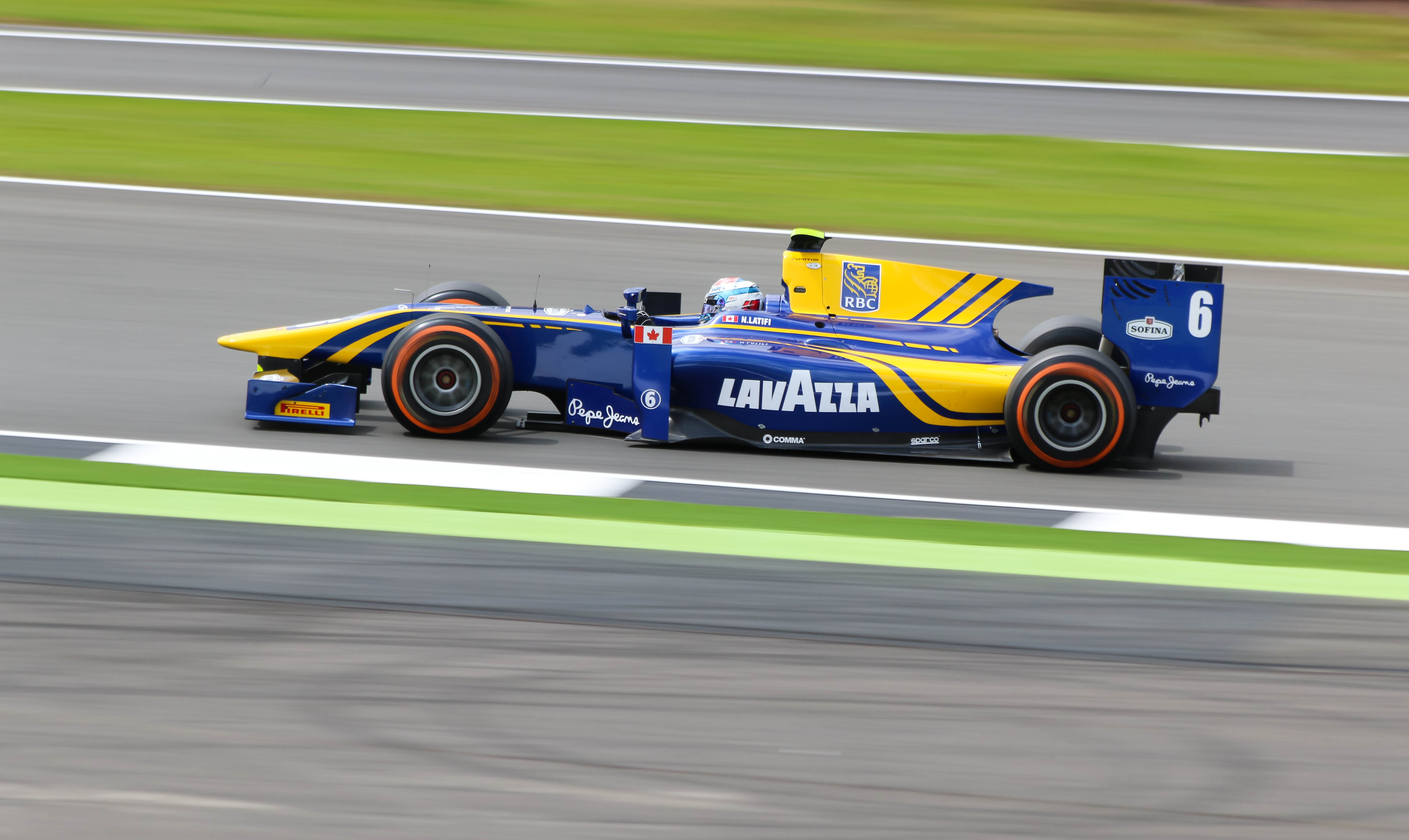
Nicholas Latifi à Silverstone en 2016.

Nicholas Latifi est toutefois conservé par DAMS pour le championnat de Formule 2 2017 (qui succède au GP2 Series) et accueille un nouvel équipier, Oliver Rowland. Alors qu'il est en tête de la course sprint de Barcelone, il sort de la piste dans les derniers tours et termine 3e. Sur le circuit urbain de Bakou, il monte deux fois sur la troisième marche du podium, puis termine 2e en Autriche avant de remporter sa première course à Silverstone. Avec un total de neuf podiums, Nicholas Latifi se classe 5e du championnat.
En 2018, il devient le pilote essayeur de Force India puis de Racing Point Force India. Il découvre ensuite la Force India VJM11 à l'occasion de la première séance d'essais libres du Grand Prix du Canada, ainsi qu'en Hongrie, où il prend d'ailleurs part aux essais privés de Formule 1 les jours suivants avec l'écurie indienne. Après la pause estivale, il obtient sa première victoire en Formule 2 depuis un an à Spa-Francorchamps. Nicholas Latifi retrouve le podium en Formule 2 en terminant deuxième de la première course de Sotchi. Il termine finalement neuvième du championnat.

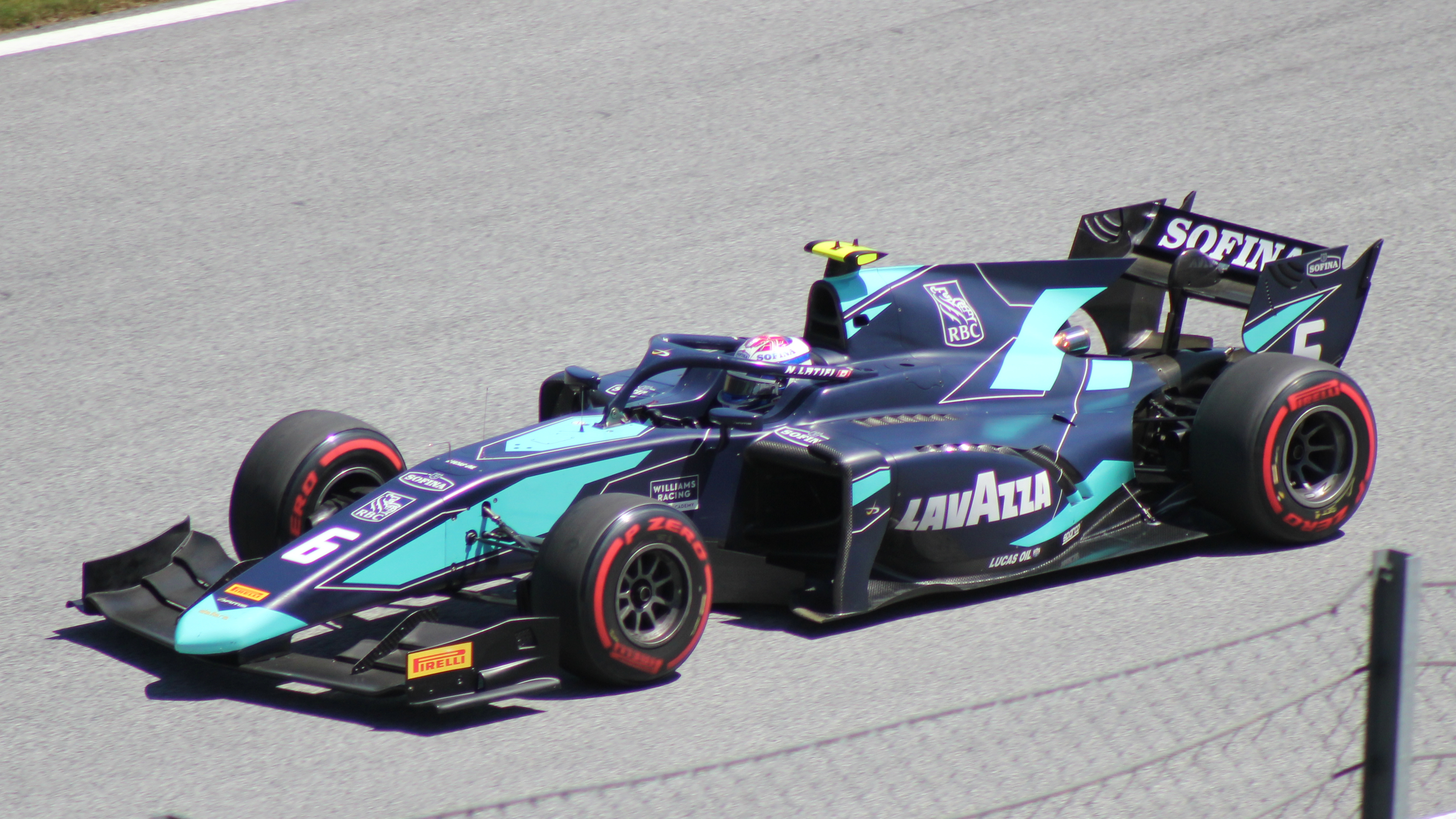
Nicholas Latifi en Formule 2 sur le Red Bull Ring en 2019.

Le pilote canadien poursuit une quatrième année consécutive avec DAMS en 2019, et devient en parallèle le pilote de réserve de Williams. Il connaît un bon début de saison à Bahreïn, en remportant la course principale et en finissant troisième le lendemain. Quelques jours plus tard, il prend le volant de la Williams FW42 dans le cadre des essais privés sur le circuit de Sakhir. À Bakou, il remporte sa deuxième course de la saison et creuse l'écart au championnat, puis gagne de nouveau en Espagne puis en Hongrie. Sa deuxième partie de saison est moins fructueuse que la première et il termine vice-champion derrière Nyck de Vries.
Entretemps, il pilote de nouveau la Williams lors de quelques séances d'essais libres sur les Grands Prix de Formule 1, au Canada, en France, en Belgique, puis en fin de saison lors de la tournée nord-américaine.

### Titulaire en Formule 1 chez Williams (2020-2022)

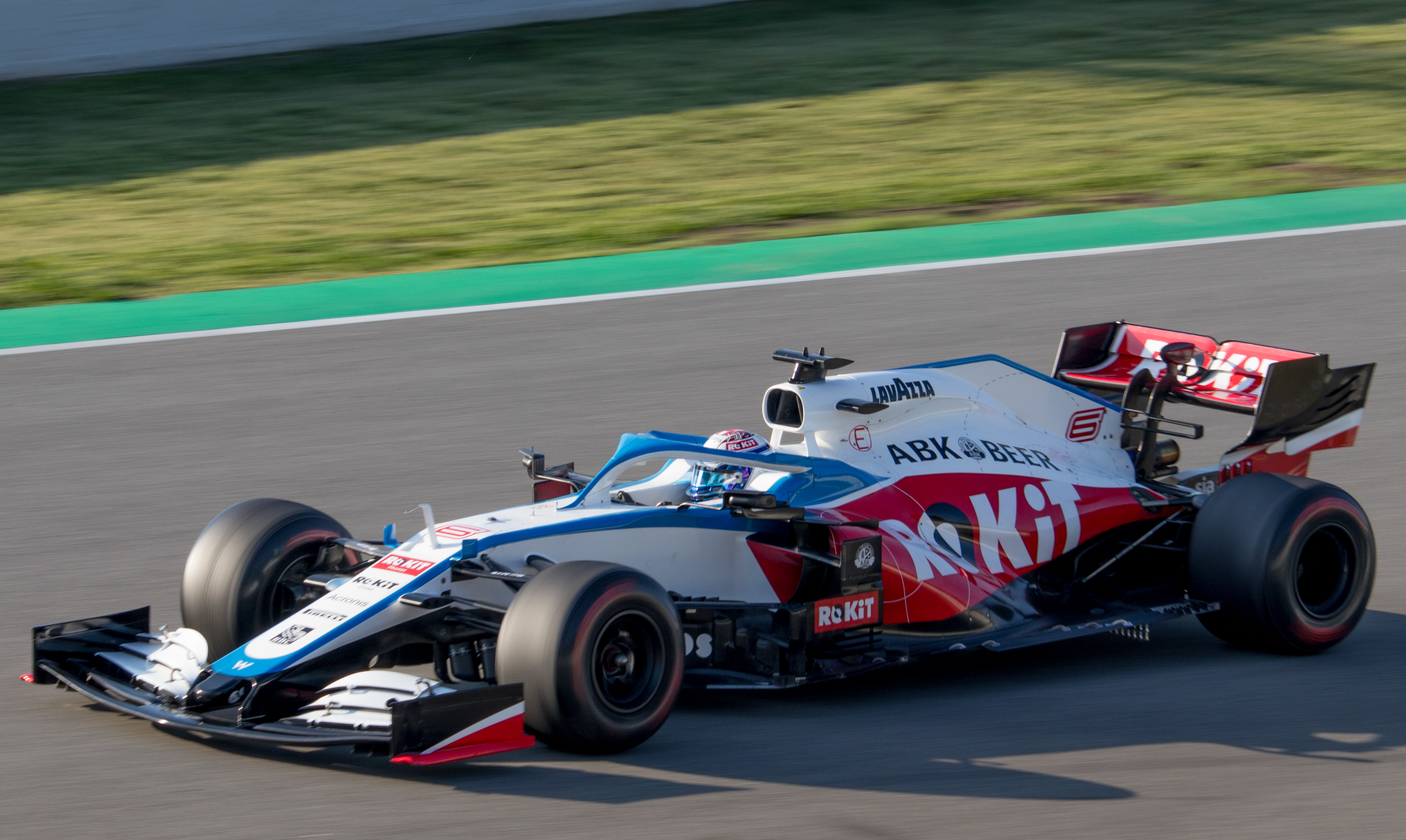
Nicholas Latifi à Barcelone durant les tests de pré-saison 2020.

Le 28 novembre 2019, Nicholas Latifi est nommé pilote titulaire pour Williams F1 Team en vue de la saison 2020, en remplacement de Robert Kubica. Il termine onzième de son premier Grand Prix en Autriche. En Hongrie, il hisse sa voiture en Q2 et prend la 15e place des qualifications, mais termine à cinq tours du vainqueur Lewis Hamilton, notamment pénalisé par une crevaison consécutive à une collision avec Carlos Sainz Jr. dans la voie des stands. Il termine de nouveau à la porte des points lors du Grand Prix d'Italie et du Grand Prix d'Émilie-Romagne. Largement dominé par George Russell dans l'exercice des qualifications, le pilote canadien parvient néanmoins à figurer devant le Britannique au classement pilotes jusqu'au Grand-Prix de Bahreïn, grâce à ses trois onzièmes places en guise de meilleurs résultats, contre une pour son équipier. La tendance s'inverse à l'issue du Grand-Prix suivant où Russell, remplaçant alors Lewis Hamilton chez Mercedes, parvient à inscrire les points de la neuvième place et celui du meilleur tour, dépassant le canadien au championnat. Nicholas Latifi achève sa première saison en Formule 1 à la 21e place du classement des pilotes, sans avoir marqué de points.

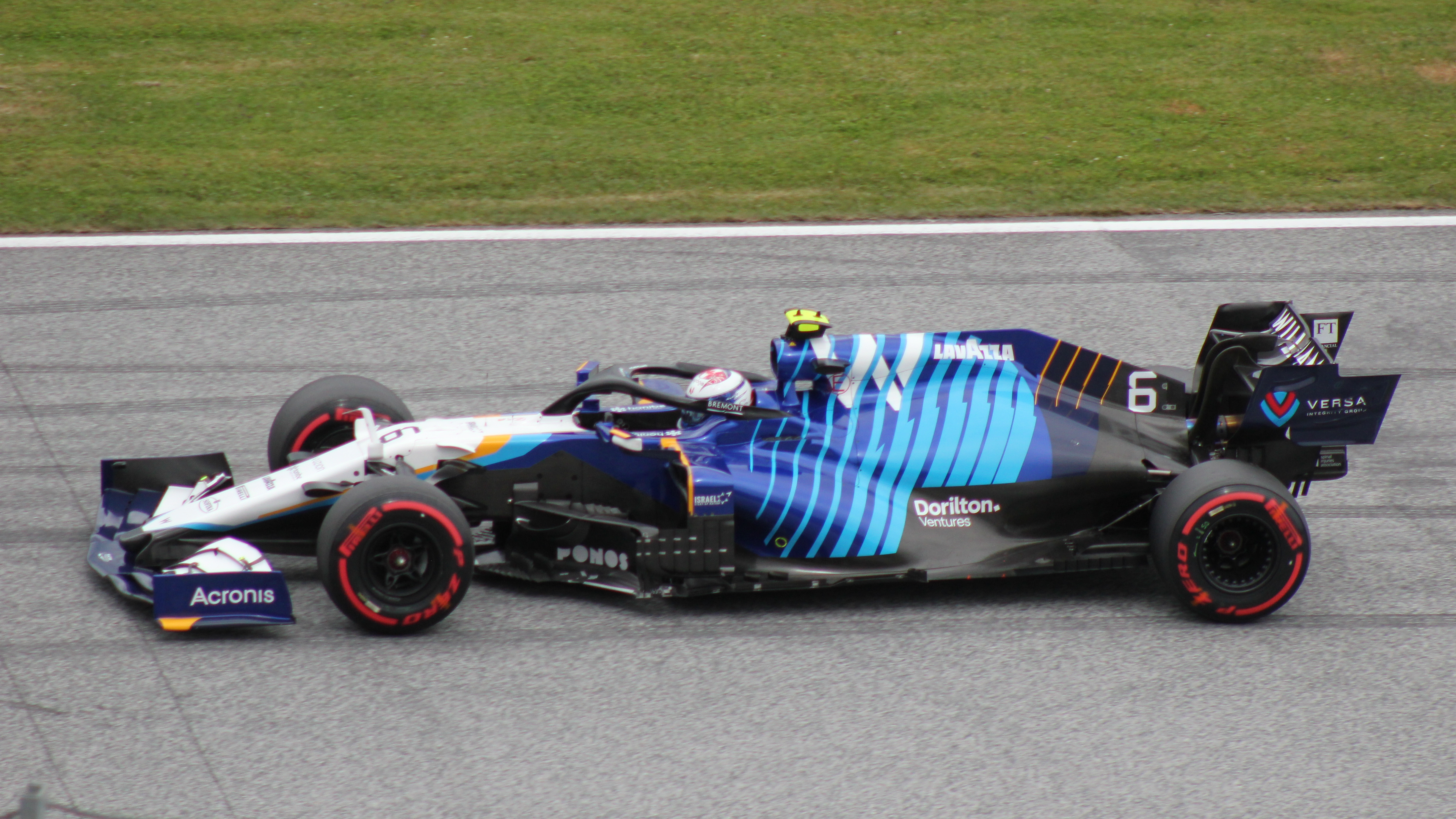
Nicholas Latifi en 2021 chez Williams.

Toujours chez Williams en 2021, il est encore dominé par son coéquipier George Russell aussi bien en qualification qu'en course. Le 1er août, lors du Grand Prix de Hongrie, alors qu'il s'élance depuis la 18e place, Latifi profite d'un accident impliquant plusieurs concurrents au premier virage pour se retrouver sixième lors du premier tour, et roule même en troisième position du cinquième au vingt-deuxième tour. Il termine finalement septième et obtient ses premiers points en Formule 1 devant Russell. Ils permettent ainsi à leur écurie Williams de marquer des points pour la première fois depuis l'unique point marqué en 2019 par Robert Kubica, dixième du Grand Prix d'Allemagne. Lors du dernier Grand Prix de la saison à Abou Dabi, Latifi se retrouve involontairement impliqué dans le moment décisif qui permet à Max Verstappen de devenir champion du monde : alors que Lewis Hamilton mène la course et semble se diriger vers un huitième titre mondial, le pilote canadien est victime d'un accident qui envoie sa Williams dans le rail au 53e des 58 tours. Cet accident provoque la sortie de la voiture de sécurité et permet à Verstappen de se chausser en pneus tendres alors que Hamilton reste en piste avec ses pneus durs vieux de 40 tours. La Safety Car s'écarte à l'attaque de la dernière boucle et Verstappen n'a aucun mal à dépasser son rival pour le détrôner. Désigné comme responsable de la perte du titre de Lewis Hamilton par certains supporters du pilote britannique, Latifi est victime d'une vague de harcèlement en ligne, recevant des insultes et des menaces de mort pendant plusieurs jours,. Le pilote canadien reçoit par la suite le soutien de Lewis Hamilton et de Mercedes Grand Prix face à ces attaques.

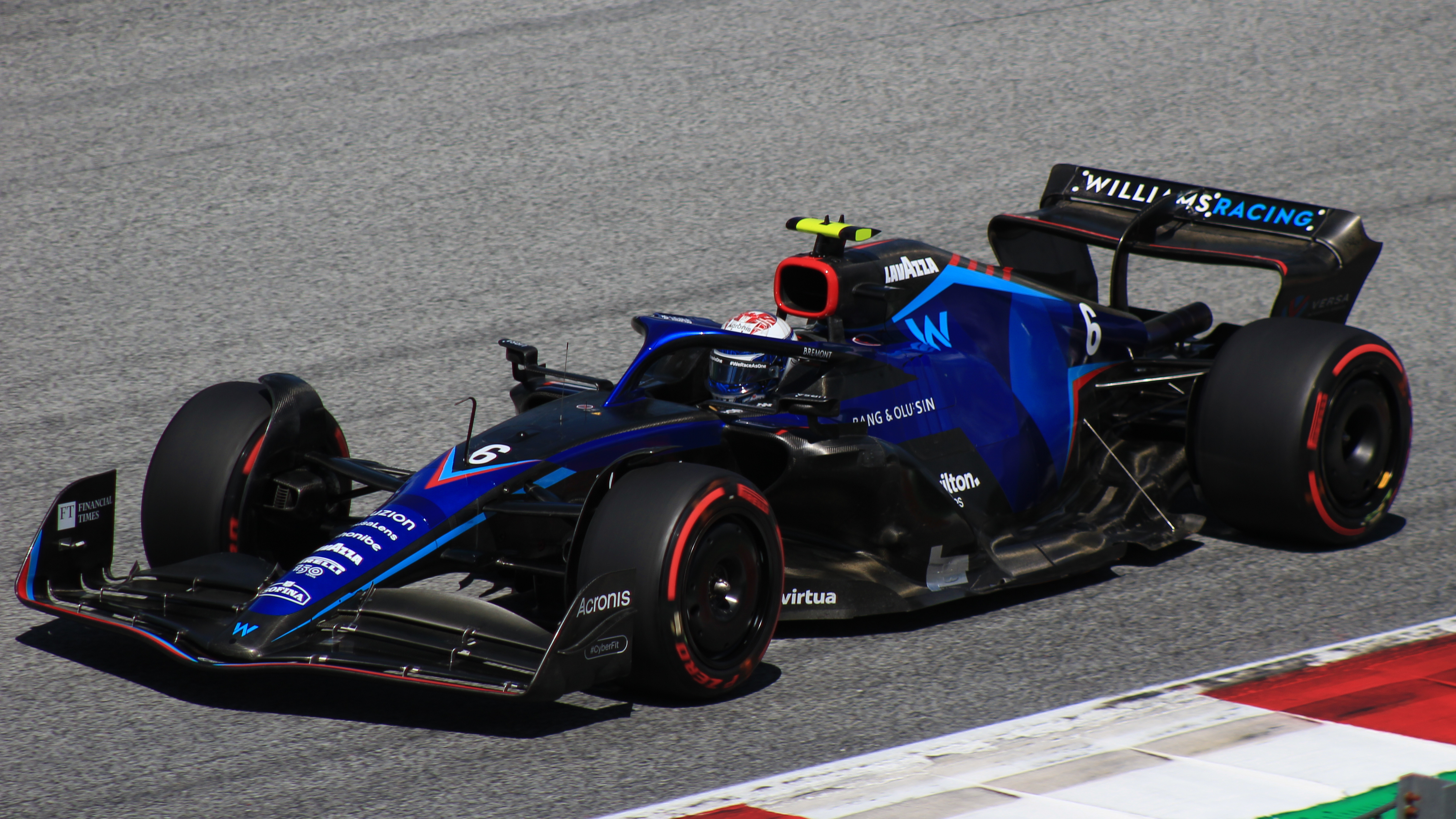
Nicholas Latifi au volant de la Williams FW44 lors du Grand Prix d'Autriche 2022.

Lors de la saison 2022 de Formule 1, il est associé au pilote thaïlandais Alexander Albon, toujours au sein de l'écurie Williams. Au Grand Prix de Grande-Bretagne, il se hisse pour la première fois de sa carrière en Q3, terminant dixième de la séance.
Le 23 septembre 2022, Williams annonce qu'elle ne reconduira pas le contrat du pilote canadien pour la saison 2023. Lors d'un Grand Prix du Japon bouleversé par de fortes averses de pluie, un passage anticipé des pneumatiques pluie aux pneumatiques intermédiaires lui permet de récolter les deux points de la neuvième place. Il s'agit de sa seule arrivée dans la zone des points au cours de la saison.
Pour sa dernière course chez Williams, Latifi se classe dix-neuvième du Grand Prix d'Abou Dabi. Il quitte l'équipe britannique en se classant vingtième du championnat.

### Après la Formule 1
Sans contrat en Formule 1 pour la saison 2023, Nicholas Latifi annonce le 18 juillet 2023 reprendre ses études pour débuter un master en administration des affaires à la London Business School. Il confirme dans le même temps que cette décision ne constitue « pas nécessairement un adieu au monde de la course » pour lui.

## Carrière

### Résultats en championnat du monde de Formule 1
| Saison | Écurie          | Châssis        | Moteur                    | Pneus   | GP disputés | Pole positions | Victoires | Podiums | Meilleurs tours | Dans les points | Abandons | Points inscrits | Classement |
| ------ | --------------- | -------------- | ------------------------- | ------- | ----------- | -------------- | --------- | ------- | --------------- | --------------- | -------- | --------------- | ---------- |
| 2020   | Williams Racing | Williams FW43  | Mercedes V6 turbo hybride | Pirelli | 17          | 0              | 0         | 0       | 0               | 0               | 3        | 0               | 21e        |
| 2021   | Williams Racing | Williams FW43B | Mercedes V6 turbo hybride | Pirelli | 22          | 0              | 0         | 0       | 0               | 2               | 5        | 7               | 17e        |
| 2022   | Williams Racing | Williams FW44  | Mercedes V6 turbo hybride | Pirelli | 22          | 0              | 0         | 0       | 0               | 1               | 5        | 2               | 20e        |
|        | Total           |                |                           |         | 61          | 0              | 0         | 0       | 0               | 3               | 13       | 9               |            |

| Saison        | Écurie          | Châssis        | Moteur                                       | Pneus | 1       | 2        | 3      | 4      | 5      | 6      | 7      | 8      | 9        | 10     | 11       | 12       | 13     | 14       | 15     | 16       | 17       | 18     | 19     | 20       | 21     | 22       | Points inscrits | Classement |
| ------------- | --------------- | -------------- | -------------------------------------------- | ----- | ------- | -------- | ------ | ------ | ------ | ------ | ------ | ------ | -------- | ------ | -------- | -------- | ------ | -------- | ------ | -------- | -------- | ------ | ------ | -------- | ------ | -------- | --------------- | ---------- |
| 2020          | Williams Racing | Williams FW43  | Mercedes V6 turbo hybride M11 EQ Performance | P     | AUT 11  | STY 17   | HON 19 | GBR 15 | 70e 19 | ESP 18 | BEL 16 | ITA 11 | TOS Abd. | RUS 16 | EIF 14   | POR 18   | EMI 11 | TUR Abd. | BAH 14 | SAK Abd. | ABU 17   |        |        |          |        |          | 0               | 21e        |
| 2021          | Williams Racing | Williams FW43B | Mercedes V6 turbo hybride M12 Performance    | P     | BAH 18* | EMI Abd. | POR 18 | ESP 16 | MON 15 | AZE 16 | FRA 18 | STY 17 | AUT 16   | GBR 14 | HON 7    | BEL 9    | P-B 16 | ITA 11   | RUS 19 | TUR 17   | USA 15   | MEX 17 | BRE 16 | QAT Abd. | ARA 12 | ABU Abd. | 7               | 17e        |
| 2022          | Williams Racing | Williams FW44  | Mercedes V6 turbo hybride M13 Performance    | P     | BAH 16  | ARA Abd. | AUS 16 | EMI 16 | MIA 14 | ESP 16 | MON 15 | AZE 15 | CAN 16   | GBR 12 | AUT Abd. | FRA Abd. | HON 18 | BEL 18   | P-B 18 | ITA 15   | SIN Abd. | JAP 9  | USA 17 | MEX 18   | BRE 16 | ABU 19   | 2               | 20e        |
| Légende : ici |                 |                |                                              |       |         |          |        |        |        |        |        |        |          |        |          |          |        |          |        |          |          |        |        |          |        |          |                 |            |

### Carrière avant la Formule 1
| Saison | Championnat                                 | Écurie                               | Courses         | Victoires       | Pole positions  | Meilleurs tours | Podiums         | Points          | Classement      |
| ------ | ------------------------------------------- | ------------------------------------ | --------------- | --------------- | --------------- | --------------- | --------------- | --------------- | --------------- |
| 2012   | Championnat d'Italie de Formule 3           | BVM                                  | 24              | 1               | 0               | 2               | 4               | 117             | 7e              |
| 2013   | Toyota Racing Series                        | Giles Motorsport                     | 15              | 0               | 0               | 0               | 0               | 503             | 9e              |
| 2013   | Championnat de Grande-Bretagne de Formule 3 | Carlin                               | 11              | 0               | 2               | 1               | 1               | 97              | 5e              |
| 2013   | Championnat d'Europe de Formule 3           | Carlin                               | 30              | 0               | 0               | 0               | 0               | 45              | 15e             |
| 2014   | Championnat d'Europe de Formule 3           | Prema Powerteam                      | 30              | 0               | 0               | 0               | 1               | 128             | 10e             |
| 2014   | Formula Renault 3.5 Series                  | Tech 1 Racing                        | 6               | 0               | 0               | 0               | 1               | 20              | 20e             |
| 2014   | GP2 Series                                  | Hilmer Motorsport                    | 2               | 0               | 0               | 0               | 0               | 0               | 32e             |
| 2015   | Formula Renault 3.5 Series                  | Arden International                  | 17              | 0               | 0               | 1               | 0               | 55              | 11e             |
| 2015   | GP2 Series                                  | MP Motorsport                        | 7               | 0               | 0               | 0               | 0               | 0               | 27e             |
| 2016   | GP2 Series                                  | DAMS                                 | 22              | 0               | 0               | 0               | 1               | 23              | 16e             |
| 2017   | Formule 2                                   | DAMS                                 | 22              | 1               | 0               | 3               | 9               | 178             | 5e              |
| 2018   | Formule 2                                   | DAMS                                 | 24              | 1               | 0               | 2               | 3               | 91              | 9e              |
| 2018   | Formule 1                                   | Force India Racing Point Force India | Pilote d'essais | Pilote d'essais | Pilote d'essais | Pilote d'essais | Pilote d'essais | Pilote d'essais | Pilote d'essais |
| 2019   | Formule 2                                   | DAMS                                 | 22              | 4               | 0               | 4               | 8               | 214             | 2e              |
| 2019   | Formule 1                                   | Williams                             | Pilote d'essais | Pilote d'essais | Pilote d'essais | Pilote d'essais | Pilote d'essais | Pilote d'essais | Pilote d'essais |